# Griselles (Côte-d’Or)
Griselles település Franciaországban, Côte-d’Or megyében. Lakosainak száma 92 fő (2022. január 1.). Griselles Villedieu, Laignes, Marcenay, Nicey és Channay községekkel határos.

## Népesség
A település népességének változása:
| Lakosok száma | 125  | 114  | 87   | 72   | 105  | 96   | 89   | 83   | 86   | 92   |
|               | 1968 | 1982 | 1990 | 2006 | 2013 | 2015 | 2017 | 2019 | 2020 | 2022 |